# Pandora (spelkonsol)
Pandora är en bärbar spelkonsol som utvecklas av användare från gp32x forum. Enheten lanserades under 2010 och levereras nu till kunder omgående. Dock uppstod det många problem i tillverkningen av de första enheterna. Detta gjorde så att enheterna inte kunde levereras på det önskade släppdatumet. Numera är enheten i massproduktion och allt fungerar felfritt. OpenPandora tillverkas numera i Tyskland av OpenPandora GmbH. På grund av att tillverkningen av enheterna sker i väldigt liten skala är konsolen betydligt dyrare i inköpspris jämfört med konkurrenterna. Tillverkaren kan inte heller kompensera priset med spelförsäljning eftersom den baseras på fri mjukvara. Den Linuxbaserade konsolen baseras på ett systemchip från Texas Instruments.

## Hårdvara
- Texas Instruments OMAP3530 processor på 600 MHz (utvecklare hävdar att den ska gå att överklocka till 900 MHz[1])
- 256MB DDR-333 SDRAM (numera är alla nya enheter som levereras utrustade med 512 MB RAM)
- 512MB NAND FLASH memory (ändrades i ett sent skede från 256MB, delvis som kompensation för att det blev en del problem med betalningarna av de första förhandsbokningarna[2])
- IVA2+ ljud och video processor (baserad på TMS320C64x+ DSP Core på 430 MHz)
- ARM Cortex-A8 superscalar microprocessor core
- PowerVR SGX 530 (110 MHz) OpenGL ES 2.0 kompatibelt
- Integrerad Wi-Fi 802.11b/g
- Integrerad Bluetooth 2.0 + EDR (3Mbit/s) (Class 2, +4dBm)[3]
- 800x480 upplösning touchscreen LCD, 4.3" widescreen, 16.7 million colors (300 cd/m2 Luminans(ljusstyrka), 450:1 kontrast)
- 4000mAH uppladdningsbara Litiumjonbatteri batteri (ca 10 timmars filmuppspelning och ca 100 timmar för musik. Beroende på klockfrekvensen så kan denna uppgift ändras)
- TV output (S-Video)
- Hörlurs uttag upp till 150 mW/kanal i 16 ohm, 99dB SNR
- integrerad mikrofon plus möjlighet att koppla in extern via headset
- Två SDHC kortplatser (upp till 64GB lagringsutrymme just nu)
- 43 knappars QWERTY och siffrig knappsats
- Dubbla analoga nubs, 15mm diameter, konkav, 2 mm resa från centrum
- Gamepad kontroller plus axel knappar
- USB 2.0 uttag (480MB/s) Med möjlighet att ladda Pandoran
- Storlek: 140 × 83 × 27mm